# Breite Straße 15 (Magdeburg)

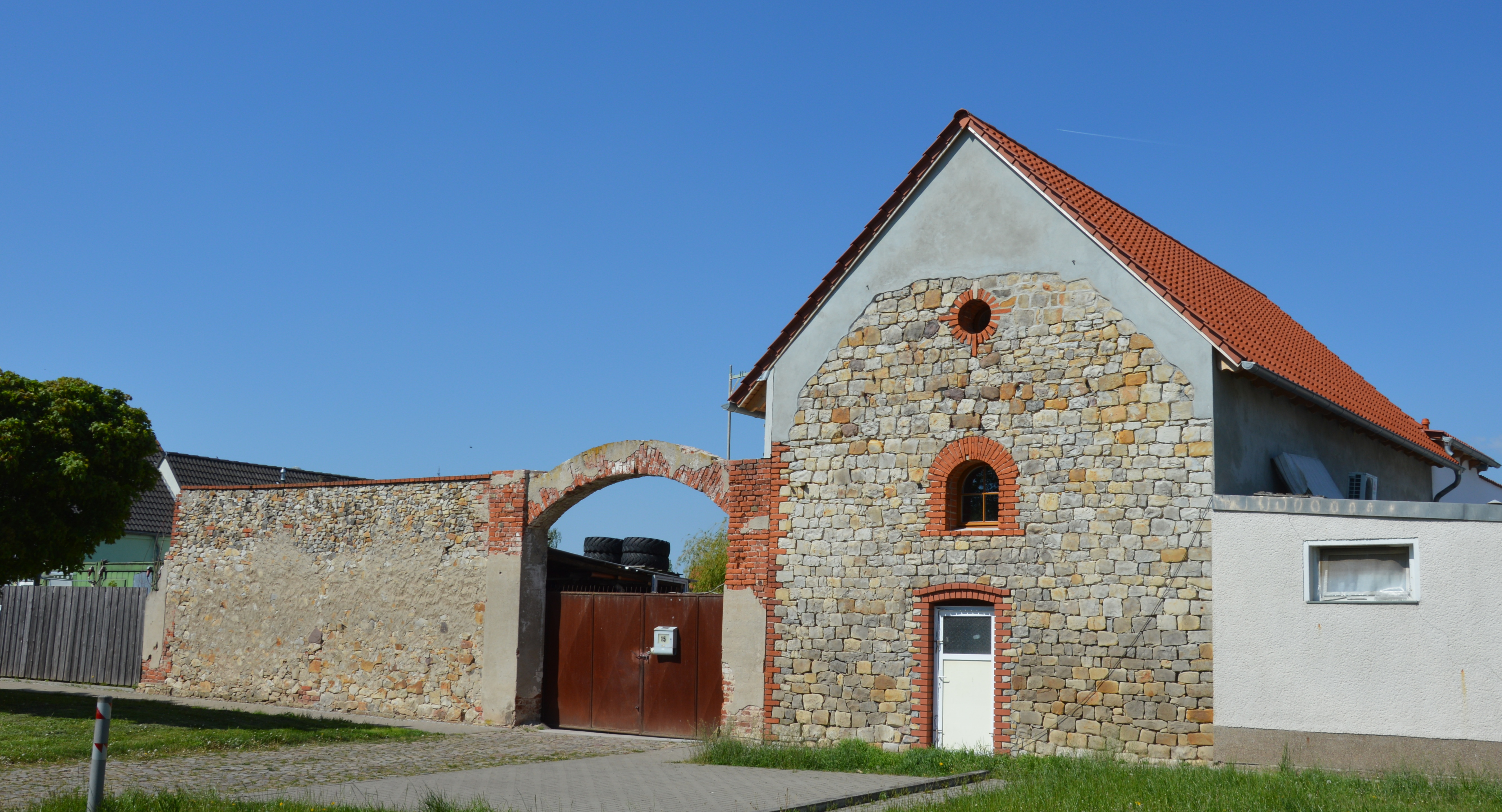
Breite Straße 15 in Pechau, 2016

Das Gebäude Breite Straße 15 ist ein denkmalgeschütztes Wirtschaftsgebäude im Magdeburger Stadtteil Pechau in Sachsen-Anhalt.

## Lage
Es befindet sich im östlichen Teil des Dorfes Pechau auf der Nordseite der Breiten Straße.

## Architektur und Geschichte
Das heute erhaltene und denkmalgeschützte Wirtschaftsgebäude wurde im 19. Jahrhundert aus Bruchsteinen errichtet. Es steht giebelseitig zur Straße und weist in der Giebelseite ein Rundbogenfenster auf. Darüber ist ein Okulus angeordnet. Bedeckt ist der Bau mit einem Satteldach. Das Gebäude war Teil eines Vierseitenhofs. Westlich des Hauses schließt sich eine als Segmentbogen gestaltete Tordurchfahrt an. Westlich hiervon besteht eine aus Bruchsteinen des abgerissenen Wohnhauses errichtete Mauer. An deren westlichen Ende schloss sich ein traufständiges Wirtschaftsgebäude an. Es war ebenfalls aus Bruchsteinen errichtet und mit einem Satteldach bedeckt. Dieses auch denkmalgeschützte Gebäude wurde nach dem Jahr 2009, jedoch vor 2016 abgerissen.
Im örtlichen Denkmalverzeichnis ist das Wirtschaftsgebäude unter der Erfassungsnummer 094 18253 als Baudenkmal verzeichnet.
Die Anlage gilt gemeinsam mit den benachbarten und ähnlich gestalteten Höfen Breite Straße 16 und 18 als besonders prägend für die Hauptstraße Pechaus.